# Short Cuts
Short Cuts (bra: Short Cuts - Cenas da Vida; prt: Short Cuts - Os Americanos) é um filme estadunidense de 1993, um drama dirigido por Robert Altman. Filmado de um roteiro de Altman e Frank Barhydt, é inspirado em nove contos e um poema de Raymond Carver. O filme tem um cenário de Los Angeles, que substitui o cenário do noroeste do Pacífico das histórias de Carver. Short Cuts traça as ações de 22 personagens principais, tanto em paralelo quanto em pontos de conexão ocasionais. O papel do acaso e da sorte é central no filme, e muitas das histórias dizem respeito à morte e à infidelidade.
O filme é estrelado por Matthew Modine, Julianne Moore, Fred Ward, Anne Archer, Jennifer Jason Leigh, Robert Downey Jr., Madeleine Stowe, Chris Penn, Jack Lemmon, Frances McDormand, Lori Singer, Andie MacDowell, Buck Henry, Lily Tomlin, a atriz e cantora Annie Ross, e os músicos Huey Lewis, Lyle Lovett e Tom Waits.
Segundo o produtor associado Mike Kaplan, o roteiro foi escrito pela primeira vez em 1989. As filmagens ocorreram principalmente em Los Angeles, Califórnia. A filmagem principal começou em 26 de julho de 1992 e terminou em 1º de outubro de 1992. O filme foi distribuído pela Fine Line Features e lançado nos Estados Unidos em 3 de outubro de 1993. Uma edição especial em DVD foi lançada pela The Criterion Collection em 2004 e contém dois discos, a coleção de contos de Carver, e um livreto de ensaio sobre o filme.

## Enredo
O Dr. Ralph Wyman e sua esposa, Marian, atendem a outro casal, Stuart e Claire Kane, no concerto de cello de Zoe Trainer e marcam um encontro espontâneo em um jantar. A irmã de Marian, Sherri é casada com o mulherengo policial Gene, que inventa histórias inacreditáveis para esconder seu caso com Betty Weathers. Betty está no processo de se divorciar de um dos pilotos de helicóptero, Stormy. A garçonete Doreen Piggot é casada com um motorista de limusine, o alcoólico chamado Earl. O comentarista de TV Howard Finnigan vive com sua esposa Anne e sua jovem família ao lado de Zoe e sua mãe, a cantora de cabaré Tess Trainer. Seu limpador de piscina é Jerry Kaiser, cuja esposa, Lois, trabalha em casa como uma operadora de sexo por telefone, cuidando dos filhos enquanto ela fala com homens estranhos. Jerry e Lois são amigos com a filha de Doreen, Honey e seu marido Bill, que trabalha como um maquiador.
Um dia antes do oitavo aniversário de Casey Finnigan, Doreen bate nele com seu carro. Casey parece bem, e recusa a oferta de uma carona para casa de Doreen, porque ela é uma estranha. Sua mãe chega em casa depois de encomendar seu bolo de aniversário e encontra Casey que caiu de letargia no sofá. Howard convence-la a levar Casey para o hospital, onde ele permanece inconsciente. O padeiro chama no dia seguinte para informar a Ann que o bolo está pronto, mas Howard, querendo manter a linha livre, rapidamente desliga. O padeiro, indignado, liga de volta. Enquanto o Finnigan mantém sua vigília, o padeiro continua a ligar e incomodar o casal. O pai distante de Howard aparece no hospital e lembra que a hospitalização de Casey lembra o dia em que Howard teve um acidente quando menino. Quando a mãe de Howard foi para a casa de sua irmã, ela encontrou-a na cama com o marido, a quem ela tinha seduzido. O que levou ao afastamento entre pai e filho.
Stuart e seus dois amigos, Gordon e Vern, assediam Doreen no restaurante antes de se dirigirem para fora em uma viagem de pesca de três dias. No primeiro dia, eles encontram o corpo de uma jovem mulher submerso perto de algumas rochas. Depois de algum debate, eles decidem amarrá-la nas rochas, continuando a pescar e relatando o corpo quando eles terminarem. Quando ele chega em casa, ele finalmente admite o que eles tinham feito a Claire, e ela está revoltada por eles pescarem com o corpo da mulher nas proximidades. O corpo é identificado como uma mulher de 23 anos de idade, e Claire vai para o seu funeral, com um sentimento de culpa. Stormy visita a casa de Betty, aparentemente para pegar relógio de sua mãe, mas em vez disso, ele passa o dia destruindo seus pertences. Bill e Honey se divertem no apartamento que eles estão olhando enquanto seus donos estão de férias pegando algumas fotos de Honey, que Bill fez dela até parecer que ela foi brutalmente espancada. Gene abandona o cão da família em uma rua estranha, porque ele não pode suportar seu latido, mas depois de vários dias de consultas de seus filhos atormentado-o, ele retorna para o bairro e recupera o cão. Os Wymans entram em um argumento maciço pouco antes de seu jantar com o Kanes. Marian admite dormir com outro homem. Ambos os casais aliviam o seu estresse e acabam por beber pesadamente, e a festa dura toda a noite.
Um dia, os olhos de Casey começam a trepidar. A excitação de Ann cresce, mas assim como ele parece está totalmente desperto, ele morre de repente. Vendo isso e estando oprimido, o pai de Howard, Paul Finnigan, deixa o hospital enquanto o casal perturbado retorna para casa e informa Zoe da morte de Casey. No dia seguinte, eles vão para a padaria para envergonhar o padeiro sobre seu abuso deles. Quando ele descobre por que eles nunca pegaram o bolo, ele pede-lhes para ficar e dá-lhes produtos de panificação. Zoe, gasta até ao ponto de ruptura pelo alcoolismo de sua mãe e seu isolamento, comete suicídio, ligando um motor de carro dentro de sua garagem e tocando violoncelo enquanto ela se asfixia. Mais tarde naquele dia, sua mãe descobre que Zoe está morta e fica confusa. Quando Honey pega as imagens do revelador, elas estão misturados com as de Gordon. Gordon fica horrorizado ao ver as fotos de Honey espancada de tal maneira, enquanto ela está horrorizada com as fotos que ele tirou do corpo submerso em sua viagem de pesca. Cada um deles se afastam um do outro e memorizam as chapas de matrícula de outra pessoa. Honey e Bill estão em seu caminho para um piquenique com Jerry e Lois.
No parque, Jerry e Bill tentam conversar com duas jovens que encontraram anteriormente, e Bill rapidamente toma uma desculpa para se dividirem em casais. Quando ele e uma das meninas se afastam de Jerry e a outra, eles ouvem o grito dela. Eles viram para ver Jerry atingindo-a na cabeça com uma pedra, quando ocorre um dos principais terremotos. Na sequência, o assassinato da menina de Jerry é atribuído a uma pedra que cai durante o terremoto.

## Elenco
- Andie MacDowell como Ann Finnigan
- Bruce Davison como Howard Finnigan
- Jack Lemmon como Paul Finnigan
- Lane Cassidy como Casey Finnigan
- Julianne Moore como Marian Wyman
- Matthew Modine como Dr. Ralph Wyman
- Anne Archer como Claire Kane
- Fred Ward como Stuart Kane
- Jennifer Jason Leigh como Lois Kaiser
- Chris Penn como Jerry Kaiser
- Joseph C. Hopkins como Joe Kaiser
- Josette Maccario como Josette Kaiser
- Lili Taylor como Honey Bush
- Robert Downey Jr. como Bill Bush
- Madeleine Stowe como Sherri Shepard
- Tim Robbins como Gene Shepard
- Cassie Friel como Sandy Shepard
- Lily Tomlin como Doreen Piggot
- Frances McDormand como Betty Weathers
- Peter Gallagher como Stormy Weathers
- Jarrett Lennon como Chad Weathers
- Lyle Lovett como Andy Bitkower
- Tom Waits como Earl Piggot
- Annie Ross como Tess Trainer

## Livro
Um livro foi lançado para acompanhar o filme, que compilou os nove contos e um poema que o inspirou. Altman escreveu uma introdução a essa coleção, que apresentava insights sobre a produção do filme e seus próprios pensamentos sobre as histórias de Carver.
1. "Neighbors"
2. "They're Not Your Husband"
3. "Vitamins"
4. "Will You Please Be Quiet, Please?"
5. "So Much Water So Close to Home"
6. "A Small, Good Thing"
7. "Jerry and Molly and Sam"
8. "Collectors"
9. "Tell the Women We're Going"
10. "Lemonade" (poema)

## Críticas
O filme foi bem recebido pela crítica, tendo sua avaliação atual no Metacritic de 79% com base em 22 resenhas profissionais, indicando "críticas geralmente favoráveis". No Rotten Tomatoes a pontuação é de 95%, baseada em 56 críticas recolhidas, com uma classificação média de 7.8/10.

## Prêmios e indicações
Oscar 1994 (EUA)
- Recebeu uma indicação na categoria de melhor diretor.

Globo de Ouro 1994 (EUA)
- Recebeu um prêmio especial pelo conjunto do elenco.
- Recebeu uma indicação na categoria de melhor roteiro.

Independent Spirit Awards 1994 (EUA)
- Vencedor na categoria de melhor filme, melhor diretor, melhor roteiro e melhor longa-metragem. Julianne Moore foi indicada na categoria de melhor atriz coadjuvante.

Festival de Veneza 1993 (Itália)
- Ganhou o Leão de Ouro nas categorias de melhor filme e um prêmio especial pelo conjunto do elenco.

Prêmio Bodil 1995 (Dinamarca)
- Venceu na categoria de melhor filme estadunidense.

Prêmio César 1995 (França)
- Indicado na categoria de melhor filme estrangeiro.